# Instituto Crandon
El Instituto Crandon es un colegio metodista bilingüe y privado de Uruguay. Se encuentra ubicado Avenida 8 de Octubre 2709, Larrañaga de Montevideo.

## Antecedentes
En febrero de 1879 la maestra Cecilia Güelfi, abre las puertas de la primera escuela metodista en el país. Conforme al paso del tiempo, Güelfi conformaría otras instituciones metodistas, aunque, tras su fallecimiento en 1886 su obra debió ser continuada por su hermano, quien a modo de darle continuidad al compromiso de su hermana, avanza en la apretura de otras instituciones educativas evangélicas. Para el año 1889 se decide modificar la denominación de dichas instituciones, las cuales pasan a llamarse liceos, y se establece fusionar a todas estas instituciones en una sola, la cual se ubicaría en un edificio con capacidad para el pensionado de maestras y de alumnas pupilas. 

## Creación
En el año 1906, se decide que el Liceo Evangélico de Güelfi recibió la denominación  de Colegio Crandon en recordatorio de una fiel metodista estadounidense, Frank P. Crandón.En los años veinte comienza la construcción del emblemático edificio de la institución, el cual es inaugurado en 1922 en el barrio Larrañaga, ubicado sobre las Avenidas 8 de Octubre y José Garibaldi. En el año 1923 se instala sobre dicho edificio los estudios de la Radio Sud América General Electric.
En los años cuarenta, se inaugura el edificio anexo, para los niveles de enseñanza primaria, y en  el año 1957 comienza a publicarse  el superventas uruguayo Manual de cocina del Instituto Crandon.  Posteriormente abre sus puertas el Instituto Metodista Universitario Crandon.

## Actualidad
En la actualidad imparte clases de enseñanza  maternal, inicial, primaria y secundaria; han sido siempre sus sellos educacionales el inglés avanzado y la economía doméstica. También cuenta con un bachillerato nocturno y los cursos de gastronomía profesional. En 2016 cuenta con 1.500 alumnos.
Su actual director es el magíster Carlos Varela.